# Andy Bartosh

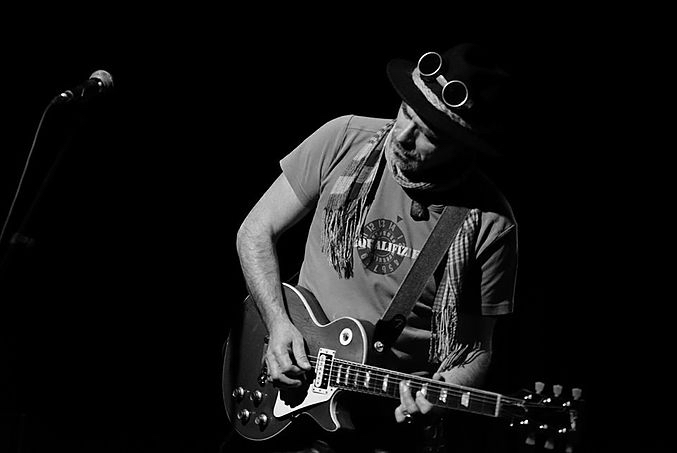
Andy Bartosh (Sargfabrik 2016)

Andy Bartosh (geb. Andreas Bartosch, * 1959 in Wien) ist ein österreichischer Musiker (Jazz- und Rockgitarrist, Songwriter) und Musikproduzent.

## Leben und Wirken
Bartosh erlernte das Gitarrespielen zunächst autodidaktisch und studierte später am Konservatorium der Stadt Wien, wo er mit Auszeichnung diplomierte. Er begann seine Karriere mit der Backyard Bluesband gemeinsam mit Christian Dozzler und nahm in seiner Jugend mit diversen Jazzbands, aber auch mit z. B. Peter Kraus an Tourneen teil. Engagiert wurde er auch von Musikern wie Mick Taylor, Donovan, Louisiana Red u. a. Seit 1986 gehört er zur Jazzcombo Juju (mit Stefan Pelzl, Karl Sayer, Klaus Göhr, Ilse Riedler), die mehrere Alben u. a. mit dem Jazz Drummer Idris Muhammad (1989) und Ingrid Jensen (1992) vorlegte.
Von 1997 bis 2000 bildete er mit Myriam Filz das Duo Alice in the Fields, mit dem er zwei Alben aufnahm und Chart-Platzierungen in Österreich, Russland und Spanien erzielte. 2000 bis 2001 war er Bandleader von F@lco – A Cyber Show, wo unter der Regie von Paulus Manker unter anderem Hansi Lang, André Eisermann, Patricia Simpson und Roman Gregory auftraten. Andy Bartosh war von 2002 bis 2009 Musikproduzent der ORF-Castingshows Starmania, Helden von Morgen. Von Herbst 2005 bis 2011 war er Gitarrist des Stars-Orchester der ORF-Show Dancing Stars. 
Des Weiteren hat er Filmmusiken komponiert, etwa für Al Capone: The Untouchable Legend (RTL), When Nature Strikes Back: Landslides und Monsoon (National Geographic). Komponist und Texter in Englisch und österreichischer Mundart für Alice In The Fields, Triomobü Quartett, Tini Kainrath, Trickopop.

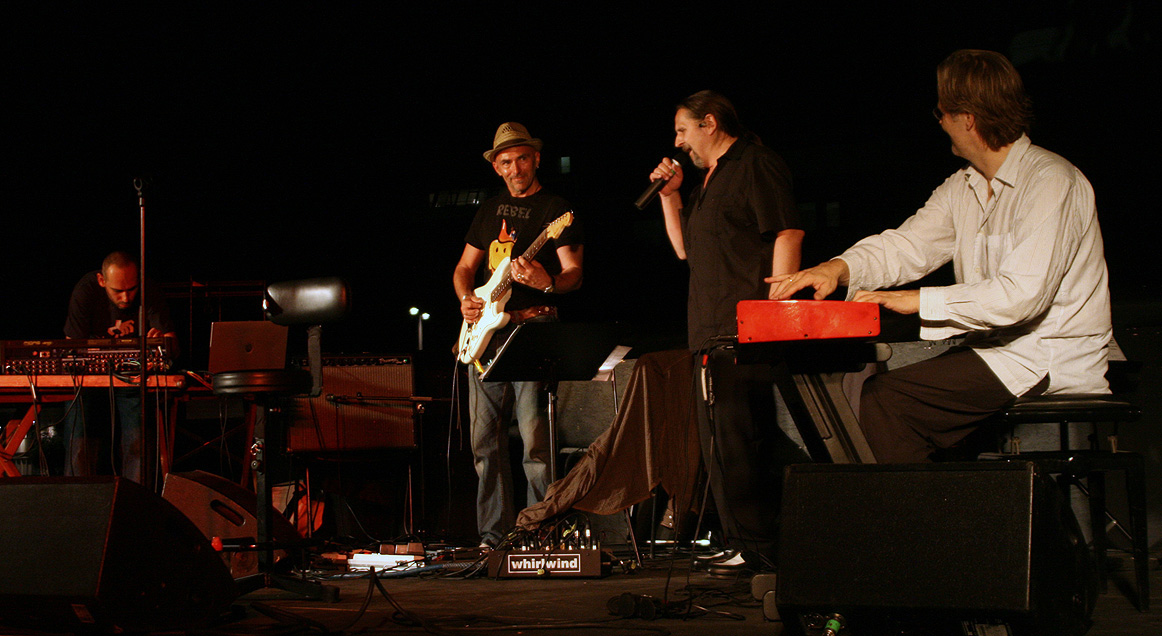
Bartosh mit The Slow Club - Hansi Lang, Wolfgang Schloegl, Thomas Rabitsch (Wien 2008)

Als Gitarrist arbeitet er bis zum Tod von Hansi Lang auch mit der Gruppe The Slow Club (Hansi Lang, Thomas Rabitsch und Wolfgang Schlögl), die 2006 den Amadeus Austrian Music Award in der Kategorie Jazz/Folk/Blues erhielt. 
Von 1990 bis 1997 leitete er die Jazzabteilung des Prayner Konservatoriums und anschließend bis 2010 die des Gustav-Mahler-Konservatoriums in Wien, wo er Improvisation, Jazztheorie, Stageband und Solistenensemble unterrichtete. 2011 gründete er gemeinsam mit Marcus Ratka und Joe Valentin das JAM MUSIC LAB als Konservatorium für Jazz und populäre Musik. Als Geschäftsführer am JAM MUSIC LAB tätig bis zur Akkreditieren als Privatuniversität 2017. Seit 2017 unterrichtet er im Hauptfach Gitarre und leitet mehrere Ensembles. 
Bartosh betreibt seit 1995 das Tonstudio L.B.A.-Studio. Als Produzent unter anderem für Künstler wie Heli Deinboek, Valerie Sajdik, Karmakanic, Jonas Reingold, Balis, Alice in the Fields, Triomobü Quartett tätig. 2007 veröffentlichte Bartosh das Album ZZ74, 2015 Wildnis. 
Seit 2019 ist er Bandleader und Gitarrist der Andy Bartosh Xperience.
2021 gründete er gemeinsam mit Martin Spitzer (Gitarre) und Joschi Schneeberger (Kontrabass) die „Combo Simpatico“.

## Diskographische Hinweise
Solo/eigene Bandprojekte
- Andy Bartosh – Wildnis (2015)
- Triomobü Quartett – Feinkost (2015)
- Triomobü Quartett – Kryptonit mit Leberkäse (2013)
- Straichelzoo – Schiachscheene Liada (2009)
- Andy Bartosh – ZZ74 (2008)
- Trickopop – Interstellar Megaseller (2003)
- Alice in the Fields – Lost in Dreams (1997)
- Alice in the Fields – Another Day (1996)
- Andy Bartosh – Radio1 (1993)
- GO feat. Eddie Cole (1991)

Gitarrist/Produzent
- Karmakanic – Dot (2016)
- Florian Holoubek – Like a Hike (2015)
- Sara Nardelli – In mir zuhaus (2011)
- Dreieck – Dreieck (2010)
- 2002–2008 Starmania/Starmania NG (diverse Cds)
- Slow Club – House of Sleep (2008)
- Valérie Sajdik – Picknick (2007)
- Slow Club – Welcome to the Slow Club (2006)
- Juju Sweet Pepper (2006)
- Jazz Gitti – Meine wahren Memorien (2005)
- Christina Stürmer – Geh nicht wenn Du kommst (2003)
- Boris Uran – Ich (2003)
- Balis (2002)
- Max – 1–13 (2001)
- Falco – a Cyber Show (2000)
- Jazz Critters – How my Heart sings (2000)
- Brooksie – The Jazz age Musical (1999)
- Heli Deinboek – Dörty (1998)
- Heli Deinboek – Kalt Warm (1997)
- Art Recycling Factory (1996)
- Juju Southern Sunrise (1996)
- Harri Stojka Music For The People (1995)
- Karl Sayer and the Happy Electrix (1994)
- Paul Urbanek Funboard (1994)
- Bine Brezina – Like a Waterdrop (1994)
- Neue Wiener Concert Schrammeln – Liebe, Hiebe, Prosektur (1994)
- The Honk Rock Project – Live at the Garage (1994)
- The Honk Instrumental Project (1993)
- Juju Feat. Idris Muhammad Tales Of Sysiphus (1992)
- Christian Radovan – Pulse of Life (1991)
- Uwe Urbanowski – Bassdronaut (1991)
- Juju feat. Idris Muhammad (1989)